# Mimosa pohlii
Mimosa pohlii är en ärtväxtart som beskrevs av George Bentham. Mimosa pohlii ingår i släktet mimosor, och familjen ärtväxter. Inga underarter finns listade i Catalogue of Life.